# Samsung Galaxy A20
Samsung Galaxy A20  (SM-A205FN/DS) — стільниковий телефон компанії Samsung Electronics.
Реліз телефону анонсований у березні 2019 року. Продаж Samsung Galaxy A20 розпочався у квітні 2019 року.

## Зовнішній вигляд
Корпус Samsung Galaxy A20 виконаний з так званого Glasstic (поєднання Glass й Plastic) — пластик, що покритий глянцевий дзеркальним шаром. Поверхня задньої кришки має багатошарове кольорове покриття, яке змінює відтінок залежно від освітлення.
Екран займає 85 % фронтальної панелі телефону. Фронтальна камера знаходиться у краплеподібному вирізі, датчик сканування відбитків пальців розташований на задній панелі.
На світовому ринку апарат представлений у 5 кольорах — чорний (Black), синій (Deep Blue), золотий (Gold), червоний (Red) та кораловий (Coral Orange).
В українських магазинах Samsung Galaxy A20 можна придбати у 3 кольорах: чорний (Black), синій (Deep Blue) та червоний (Red).

## Апаратне забезпечення
Samsung Galaxy Galaxy A20 має восьми ядерний процесор Exynos 7884 (технорма 14 нм): 2 ядра Cortex-A73 з частотою 1.6 ГГц та 6 ядер Cortex-A53 з частотою 1.35 ГГц. Графічне ядро  — Mali-G71.
Дисплей телефону Super AMOLED з діагоналлю 6,4" (720 x 1560), співвідношенням сторін 19,5:9, щільність пікселів  — 268 ppi. Дисплей оснащений автоматичним регулюванням освітлення та захищений захисним склом Corning Gorilla Glass 3.
Внутрішня пам'ять апарату становить 32 ГБ, оперативна пам'ять  — 3 ГБ. Існує можливість розширення пам'яті завдяки microSD картці (до 512 ГБ).
Акумулятор незнімний Li-Pol 4000 мА/г із можливістю швидкісного заряджання.
Основна камера подвійна — 13 МП (f/1.9) з автофокусом, LED спалахом, ширококутна та 5 МП (f/2.2) ультраширококутна.
Фронтальна камера 8 МП (f/2.0) з ефектом боке, автофокус відсутній.

## Програмне забезпечення
Операційна система телефону — Android 9.0 (Pie) з фірмовою оболонкою OneUI.
Підтримує стандарти зв'язку: 2G GSM, 3G WCDMA, 4G LTE.
Бездротові інтерфейси: Wi-Fi 802.11 b/g/n, Wi-Fi Direct, hotspot, 5.0, A2DP, LE, NFC.
Підтримує навігаційні системи: GPS, A-GPS, ГЛОНАСС.
Смартфон має роз'єм USB 2.0, Type-C 1.0, USB On-The-Go.
Додаткові датчики: акселерометр, датчик наближення, датчик освітлення, гіроскоп, геомагнітний датчик, датчик Холла, датчик відбитка пальця, розблокування по обличчю.